# Dimeria falcata
Dimeria falcata är en gräsart som beskrevs av Eduard Hackel. Dimeria falcata ingår i släktet Dimeria och familjen gräs. Inga underarter finns listade i Catalogue of Life.